# Orazio Curti
Orazio Curti (Milano, 7 aprile 1926 – Milano, 15 novembre 1999) è stato un museologo e ingegnere italiano.
Fu tra i fondatori del Museo nazionale della scienza e della tecnologia Leonardo da Vinci.

## Biografia
Nacque nel 1926 a Milano. Figlio unico, già da adolescente aveva una forte passione per la tecnologia che lo trascinava a leggere le principali riviste di tecnica navale e aerea. Dopo la seconda guerra mondiale, si iscrisse alla Facoltà di Ingegneria navale di Genova. 
Durante gli studi conobbe Guido Ucelli che capì il talento di Curti e che dal 1930 fu il fondatore e presidente della commissione costituita per la creazione del Museo nazionale della scienza e della tecnologia Leonardo da Vinci di Milano, ma che, a causa della guerra, poté inaugurare solo nel 1953. In quell'anno Curti inizia a lavorare come direttore tecnico responsabile della raccolta di reperti di archeologia industriale e nella realizzazione degli allestimenti di spazi espositivi. 
La sua esperienza lo portò a divenire Presidente dell'International Council of Museums (Italia,1977-1992). Successivamente durante gli ultimi anni del suo operato, divenne direttore generale del museo. In pensione, non smise di lavorare nel Museo come consulente. Al di fuori di esso lavorò per la società Festo per omaggiare le creazioni di famosi inventori italiani attraverso convegni e mostre; per la società AMC Italia realizzò un museo delle pentole. 
Oltre che per il Museo, scrisse molte opere tecniche e scientifiche. Appassionato di Navimodellismo fonda all'inizio degli anni 50' l'associazione modellistica Navimodel che contribuirà ad allestire molte esposizioni di modellismo. 
Muore a Milano il 15 novembre 1999, poco dopo avere ultimato il libro "Un museo per Milano".

### Viaggi e collaborazioni
Viaggiò in tutta Italia, in Europa e negli Stati Uniti d'America, non solo per trovare dei reperti che potessero interessare all'esposizione del Museo, ma anche per tenere conferenze e divulgarlo. Di particolare considerazione, tra le tante mostre che organizzò all'estero, fu quella "Leonardo da Vinci scienziato e tecnico" inaugurata il 26 aprile 1974 nel Museo nazionale della natura e delle scienze di Tokyo.
In Italia si ricordano l'esposizione "L'uomo sulla Luna" inaugurata il 14 giugno 1969, organizzata dalla NASA, dalla società Philips e dal National Air and Space Museum di Washington. In seguito il 7 maggio 1973 verrà donato al Museo un frammento di roccia lunare da parte del Presidente degli USA Richard Nixon. 

## Opere
- Motori primi metallurgia,1961.
- Tessile e macchina per cucire, Milano, 1967.
- Modelli Navali, Enciclopedia Del Modellismo Navale, Mursia 1968.
- Museoscienza. Tutto il Museo Nazionale della scienza e della tecnica Leonardo Da Vinci, Milano, 1970.
- Le gallerie di Leonardo Da Vinci nel Museo Nazionale della Scienza e della Tecnica, Milano, 1972.
- Il Museo Nazionale della scienza e della tecnica Leonardo Da Vinci, Banca Popolare di Milano, 1972.
- Il Museo Nazionale della scienza e della tecnica Leonardo Da Vinci, vol.2, Banca Popolare di Milano, 1973
- Leonardo da Vinci, Luni Editrice, 1982.
- Leonardo e Milano, Banca Popolare di Milano, 1982.
- Visione e realtà, le invenzioni di oggi sognate secoli fa, Rizzoli, 1989.
- Un museo per Milano, un protagonista racconta gli anni della nascita del Museo della scienza, Milano, Anthelios, 2000.
- Il grande libro dei modelli navali, enciclopedia del modellismo, Mursia, 2010.